# Zan Coulibaly
Zan Coulibaly es una comuna del círculo de Dioila, región de Kulikoró, Malí. Su capital es Marka Coungo. Su población era de 25.061 habitantes en 2009.